# Enlil-narari
Enlil-narari (akad. Enlil-nārārī, tłum. „bóg Enlil jest moją pomocą”) – władca Asyrii, syn i następca Aszur-uballita I; według Asyryjskiej listy królów panować miał przez 10 lat. Jego rządy datowane są na lata 1327-1318 r. p.n.e.
Za jego panowania wybucha wojna pomiędzy Asyrią a Babilonią, wywołana być może roszczeniami króla Babilonii Kurigalzu II (potomka w linii prostej Aszur-uballita I) do asyryjskiej sukcesji. Wojna nie została rozstrzygnięta, ale Babilonia poważnie została osłabiona, co wykorzystali Elamici najeżdżając na nią.